# Société de Saint-Jean pour le développement de l'art chrétien
La Société de Saint-Jean pour le développement de l'art chrétien, fondée le 21 juillet 1839 par Henri Lacordaire, réunit dans une même fraternité des artistes de toute discipline.

## Historique
La Société de Saint-Jean, qui prend ce nom en 1872, s'appelait à l'origine la Confrérie de Saint-Jean l'Évangéliste. Elle participe activement à l'évolution qui a marqué l'art religieux et le mouvement des idées, en particulier par sa section des Ateliers d'art sacré (1920-1964) fondés par Maurice Denis et George Desvallières, puis dirigés par Henri de Maistre, installés au 8, rue de Furstemberg à Paris.
Elle a édité notamment la Revue de l'art chrétien et les Notes d'art et d'archéologie (1889-1936).

## Membres notables
- Marcel Aubert
- François Baboulet (1914-2010)
- Maurice Denis (1870-1943)
- Paul Jamot (1863-1939)
- Jules Helbig
- Philippe Kaeppelin (1918-2011)
- Claudius Lavergne (1815-1887)
- Jean Verrier
- Félix Villé (1819-1907)

## Aumôniers
- avant 1942 : Paul Buffet
- 1996 : père Jean-Jacques Launay